# Bryhnia tokubuchii
Bryhnia tokubuchii är en bladmossart som beskrevs av Jean Édouard Gabriel Narcisse Paris 1904. Bryhnia tokubuchii ingår i släktet Bryhnia och familjen Brachytheciaceae. Inga underarter finns listade i Catalogue of Life.